# Saint-Hilaire-le-Château
Saint-Hilaire-le-Château é uma comuna francesa na região administrativa da Nova Aquitânia, no departamento de Creuse. Estende-se por uma área de 19,59 km². Em 2010 a comuna tinha 238 habitantes (densidade: 12,1 hab./km²).